# Kabinett Fanfani VI
Das Kabinett Fanfani VI regierte Italien vom 17. April 1987 bis zum 28. Juli 1987. Nach dem Rücktritt der zweiten Regierung von Ministerpräsident Bettino Craxi wurde Amintore Fanfani mit der Bildung einer neuen Regierung beauftragt. Die Minister waren Mitglieder der Democrazia Cristiana oder parteilos. Nach der Vereidigung erhielt das Kabinett Fanfani VI jedoch nicht das Vertrauen des Parlaments. Es wurden dann am 14. Juni 1987 vorgezogene Parlamentswahlen abgehalten. Bis zur Vereidigung des folgenden Kabinetts Goria am 28. Juli 1987 blieb das Kabinett Fanfani VI geschäftsführend im Amt. Es war Fanfanis letzte Regierung.

## Kabinettsliste

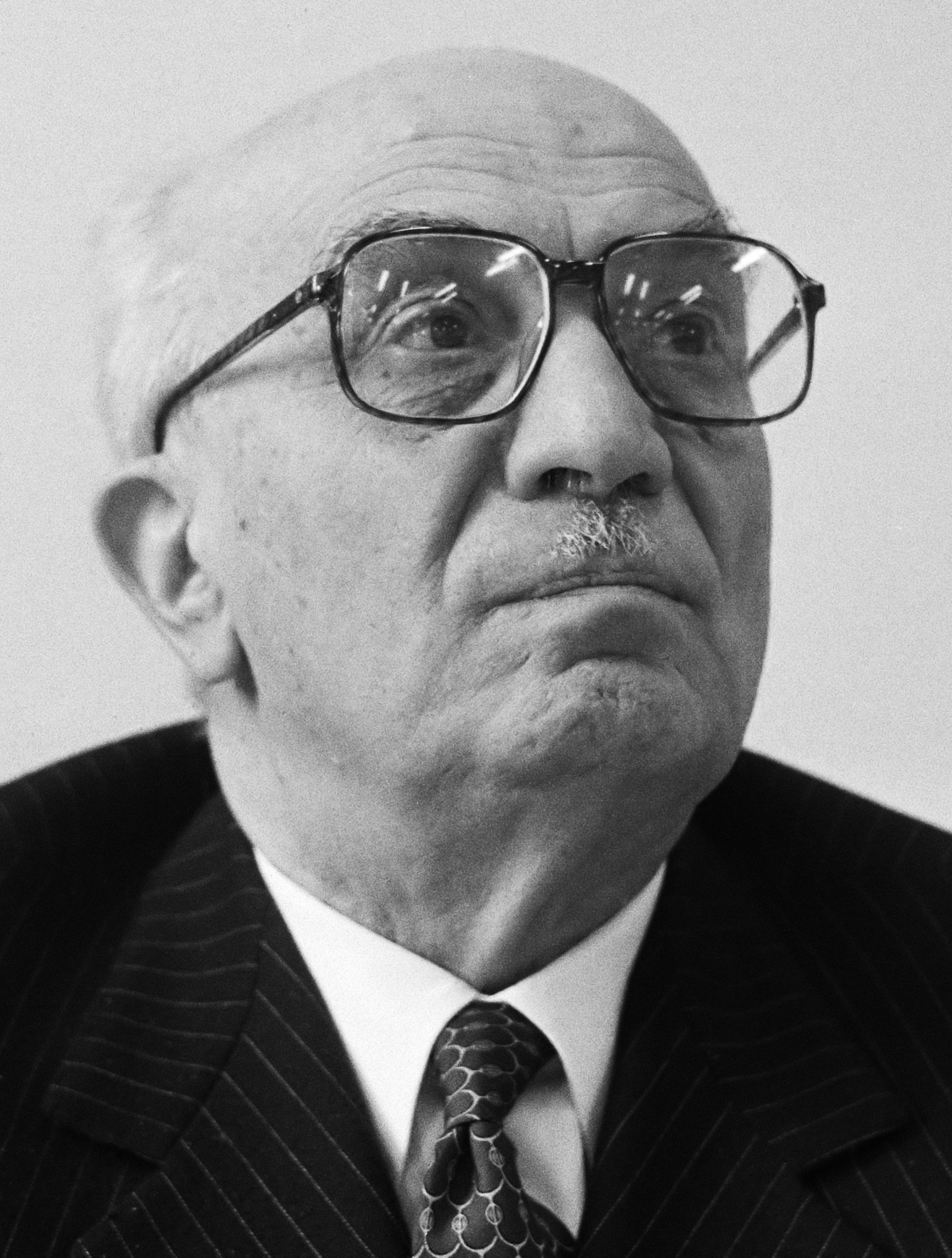
Amintore Fanfani

| Ministerien                    | Name                        | Partei    |
| ------------------------------ | --------------------------- | --------- |
| Ministerpräsident              | Amintore Fanfani            | DC        |
| Äußeres                        | Giulio Andreotti            | DC        |
| Inneres                        | Oscar Luigi Scalfaro        | DC        |
| Justiz                         | Virginio Rognoni            | DC        |
| Verteidigung                   | Remo Gaspari                | DC        |
| Haushalt                       | Giovanni Goria (ad interim) | DC        |
| Finanzen                       | Giuseppe Guarino            | DC        |
| Schatz                         | Giovanni Goria              | DC        |
| Staatsbeteiligungen            | Clelio Darida               | DC        |
| Landwirtschaft                 | Filippo Maria Pandolfi      | DC        |
| Öffentliche Arbeiten           | Giuseppe Zamberletti        | DC        |
| Verkehr                        | Giovanni Travaglini         | parteilos |
| Handelsmarine                  | Costante Degan              | DC        |
| Industrie                      | Franco Piga                 | DC        |
| Außenhandel                    | Mario Sarcinelli            | parteilos |
| Post                           | Antonio Gava                | DC        |
| Gesundheit                     | Carlo Donat-Cattin          | DC        |
| Arbeit und Soziales            | Ermanno Gorrieri            | parteilos |
| Kulturgüter                    | Antonio Gullotti            | DC        |
| Bildung                        | Franca Falcucci             | DC        |
| Tourismus und Veranstaltungen  | Mario Di Lazzaro            | parteilos |
| Umwelt                         | Mario Pavan                 | DC        |
| Minister ohne Geschäftsbereich | Name                        | Partei    |
| Regionen                       | Livio Paladin               | parteilos |
| Forschung                      | Luigi Granelli              | DC        |
| Zivilschutz                    | Remo Gaspari                | DC        |
| Süditalien                     | Salverino De Vito           | DC        |
| Beziehungen zum Parlament      | Gaetano Gifuni              | parteilos |